# Jacques Météhen
Jacques Jules Louis Météhen, né le 28 août 1903 à Orléans et mort le 21 mars 1986 dans le 17e arrondissement de Paris, est un musicien, arrangeur et chef d'orchestre français.

## Biographie
Il a été arrangeur pour Édith Piaf et Joséphine Baker.
Il a été condamné à six mois de suspension pendant l'Occupation.
Jacques Météhen a été arrangeur ou chef d'orchestre de nombreuses musiques de film et d'opérettes.
Il est inhumé au cimetière nouveau de Puteaux à Nanterre.

## Filmographie partielle

### Comme compositeur
- 1934 : Le Père Lampion de Christian-Jaque
- 1935 : Vaccin 48 d'Andrew Brunelle
- 1935 : Compartiment de dames seules de Christian-Jaque
- 1935 : Sous la griffe de Christian-Jaque
- 1935 : La Sonnette d'alarme de Christian-Jaque
- 1935 : Mon curé fait des miracles d'Albert Depondt
- 1936 : Sacré Léonce de Christian-Jaque
- 1941 : Les Jours heureux de Jean de Marguenat
- 1943 : Picpus de Richard Pottier
- 1946 : Paris des quatre saisons n°1 ou Le retour de Paris de Jean Masson
- 1946 : Paris des quatre saisons n°2 ou Visages de chair, Visages de cire de Jean Masson
- 1947 : Anatole à la tour de Nesle d'Albert Depondt
- 1949 : Jo la Romance de Gilles Grangier
- 1951 : Les Aventures extraordinaires d'un litre de lait d'Alain Pol
- 1956 : La Fille de l'ambassadeur (The Ambassador's Daughter) de Norman Krasna
- 1956 : Saint-Germain-en-Laye, cité royale de Jacques Poitrenaud
- 1957 : Police judiciaire de Maurice de Canonge
- 1960 : La Française et l'Amour (segment Le Mariage de René Clair)
- 1960 : La chance Nord-Sud de Philippe Brunet
- 1961 : Jules Renard de Jean Pieuchot
- 1962 : Le Temps de l'urbanisme de Philippe Brunet
- 1964 : Opus 1er de Philippe Brunet
- 1969 : Les Gros Malins de Raymond Leboursier

### Comme directeur musical ou chef d'orchestre
- 1947 : Le Mariage de Ramuntcho de Max de Vaucorbeil
- 1951 : Holiday in Paris : Paris de Stany Cordier
- 1955 : Du rififi chez les hommes de Jules Dassin
- 1955 : Les Hussards d'Alex Joffé
- 1955 : Le Printemps, l'automne et l'amour de Gilles Grangier
- 1956 : Notre-Dame de Paris de Jean Delannoy
- 1956 : Gervaise de René Clément
- 1957 : Les Espions d'Henri-Georges Clouzot
- 1957 : Quand la femme s'en mêle d'Yves Allégret
- 1957 : Le Chômeur de Clochemerle de Jean Boyer
- 1957 : Les Aventures d'Arsène Lupin de Jacques Becker
- 1958 : Chéri, fais-moi peur de Jack Pinoteau
- 1958 : Un drôle de dimanche de Marc Allégret
- 1959 : À double tour de Claude Chabrol
- 1959 : Le Chemin des écoliers de Michel Boisrond
- 1960 : Zazie dans le métro de Louis Malle
- 1961 : Le Miracle ds loups d'André Hunebelle
- 1964 : Patate de Robert Thomas
- 1966 : La Grande Vadrouille de Gérard Oury

## Opérette
- 1953 : Les Amants de Venise de Vincent Scotto

## Discographie
- 1957 : Viens, Gilbert Bécaud
- 1960 : Violettes impériales, opérette, musique de Vincent Scotto, avec Marcel Merkès et Paulette Merval
- 1963 : L'Ajaccienne, Tino Rossi
- 1967 : Prosper, Maurice Chevalier